# Астрономія в Швейцарії
Астрономія в Швейцарії добре розвинута, країна має давню історію астрономічних досліджень, низку визначних астрономічних наукових установ, добре інтегрована в європейські астрономічні дослідження. 

## Історія
1772 року відкрилась Женевська обсерваторія. Від 1812 року існує обсерваторія в Бернському університеті. У 1861—1864 роках Рудольф Вольф збудував обсерваторію Федеральної вищої технічної школи Цюриха.
1982 року Швейцарія приєдналась до Європейської південної обсерваторії (ESO). Швейцарія брала участь у створенні таких інструментів ESO, як FLAMES, HARPS, ESPRESSO, MOSAIC, METIS, ANDES. На майданчику ESO в обсерваторії Ла-Сілья працює швейцарський Телескоп Леонарда Ейлера. За допомогою інструментів ESO швейцарські астрономи зробили низку відкриттів, зокрема, екзопланет.

## Науковці
Через сильну залученість Швейцарії у європейську та світову науку буває важко відділити внесок Швейцарії від внеску інших країн, а багато видатних астрономів провели у Швейцарії лише частину життя. У Швейцарії народились дослідник зодіакального світла Нікола Фатіо де Дюїє (1664—1753), відкривач комет Жан-Філіп де Шезо (1718—1751), дослідник сонячних плям Рудольф Вольф (1816—1893), творець політропних моделей зір Роберт Емден (1862—1940), дослідник галактичних скупчень Роберт Джуліус Трюмплер (1886—1956), видатний відкривач астероїдів і комет Пауль Вільд (1925—2014). У Швейцарії навчалися й працювали творець теорії відносності Альберт Ейнштейн та один з найвидатніших астрофізиків XX століття Фріц Цвіккі. Швейцарські астрономи Мішель Майор і Дідьє Кело здобули Нобелівські премію з фізики (2019) за відкриття першої екзопланети навколо сонцеподібної зорі.

## Наукові установи
Астрономічні дослідницькі установи працюють в усіх найбільших містах Швейцарії. За кількістю професійних астрономів і аспірантів з астрономії лідирують Бернський університет (Відділ космічних досліджень і планетарних наук та Астрономічний інститут), Відділ астрономії Женевського університету й Женевська обсерваторія, Відділ фізики й астрофізики Цюрихського університету, Федеральна політехнічна школа Лозанни, Федеральна вища технічна школа Цюриха. Також астрономічні дослідження проводять Локарнський інститут сонячних досліджень в Університеті Лугано, Базельський університет, Міжнародний інститут космічних наук у Берні, Давоська фізико-метеорологічна обсерваторія.